# 建部隆勝
建部 隆勝（たけべ たかかつ、生没年不詳）は、16世紀の香道家、留守斎と号した。織田信長の近臣、近江国の人物。

## 生涯
建部隆勝は、佐々木氏一族で近江建部城（現滋賀県東近江市五個荘木流町）主とも伝えられる。佐々木六角氏滅亡時に織田信長に臣従した。
聞香の開祖は三条西実隆で、その髙弟志野宗信は志野流香道を確立し子の宗温、孫の省巴へと世襲したが、省巴奥州退居による志野流断絶の危機に当たって、二代目宗温の高弟建部隆勝は門下の蜂谷宗悟に志野流継承を薦め、香道断絶の危機を回避した。隆勝は香道中興の祖と仰がれる。
織田有楽斎・天王屋宗友・千利休・古田織部・本阿弥光悦・芳長老（相国寺長老）など、当代一流の文化人が隆勝門下に名をつらねていたことが知られている。隆勝は、天正元年(1573年)『香之記録』（別名「隆勝香之記」）を記し、香の木所（香り）を7分類した日本最初の香の記録を著わし、香道家としての地位を決定的なものにした。これは、現代にも繋がる香道において最も重要な六国（伽羅・羅国・真那伽・真南蛮（インド南西部ケーララ州海岸部のマラバル地方）・寸聞多羅・佐曽羅（インドデカン高原ブーナ地方のサッソール地区）の木所（香り）分類の元となった。
後に「建部流」の祖とされた。また、米川流を開いた米川常伯（別名「小紅屋三右衛門」）は、隆勝の門弟阪内宗拾の弟子であり、米川常伯は江戸時代大名家で親しまれた安藤家流（御家流）の祖ともされる。

## 著作
- 「香道秘伝書」